# Мутвиця (притока Уборті)
Мутвиця — річка в Україні, в Олевському районі Житомирської області. Права притока Уборті (басейн Прип'яті).

## Опис
Довжина річки приблизно 2 км.

## Розташування
Бере початок на північному заході від Обища. Тече переважно на північний захід і в Сущанах впадає у річку Уборть, праву притоку Прип'яті.
У книзі академіка Павла Тутковського «Узбережжя річки Уборти» зазначається, що біля гирла Мутвиці існував млин, також ц цій місцевості трапляються виходи гнейсів на поверхню.